# Ataque aéreo al edificio de gobierno de Nicolaiev
El ataque aéreo al edificio de gobierno de Nicolaiev ocurrió el 29 de marzo de 2022, cuando las fuerzas rusas atacaron el cuartel general de la administración regional durante la Batalla de Nicolaiev.

## Valor estratégico de la ciudad.
Las editoriales BBC y The New York Times llamaron a Nicolaiev uno de los principales objetivos de Rusia. Según la BBC, fue de vital importancia para la estrategia rusa de aislar la costa sur de Ucrania: su captura abriría el camino al Óblast de Odesa y su control permitiría la creación de un corredor terrestre en Transnistria.

## Ataque aéreo

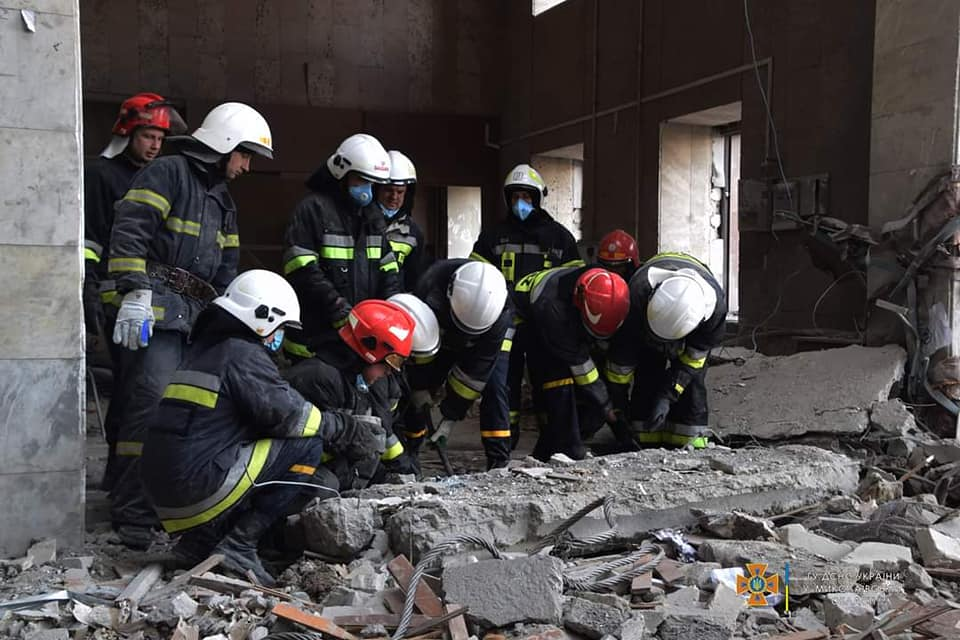
Servicio de Emergencia de Ucrania trabajando en el edificio y sus alrededores después del bombardeo.

El ataque con misiles dejó la mitad del edificio destruido, dejando un agujero masivo dentro de la estructura del edificio y provocando numerosos incendios. La alcaldía fue destruida. El ataque aéreo dejó al menos 38 personas muertas y 34 heridas.
El gobernador Vitaliy Kim durmió demasiado esa noche, impidiéndole ir a trabajar y salvando su vida. El alcalde dijo que ocho personas seguían atrapadas bajo los escombros y que tres soldados seguían desaparecidos. El presidente ucraniano, Volodímir Zelenski, confirmó los informes sobre el ataque aéreo poco después en un video al Folketing danés.